# Sarah Brannens
Pour les articles homonymes, voir Brannens.
Sarah Brannens, née le 11 décembre 1992 à Paris est une actrice française.

## Biographie
Sarah Brannens fait partie de l'école du Studio d'Asnières de 2011 à 2013 puis entre au conservatoire national supérieur d'art dramatique de Paris (promotion 2016).

## Théâtre
- 2012 : Kids, de Fabrice Melquiot, mise en scène d'Adrien Popineau, Théâtre 13
- 2014 : Léonce et Léna, de Büchner, mise en scène de Loïc Mobihan, festival du Dôme
- 2015 : Emilia Galotti, de Lessing, mise en scène de Simon Rembado, festival Théâtre en liberté
- 2015 : Défenestrations, texte et mise en scène de Wajdi Mouawad, Cnsad
- 2016 : A little too much is not enough for US, mise en scène de Xavier Gallais, Cnsad
- 2016 : Intérieur, de Maurice Maeterlinck, mise en scène de Loïc Mobihan, festival du Dôme
- 2016 : Léonie est en avance, de Feydeau, mise en scène de Simon Rembado, festival Théâtre en Liberté
- 2016 : Four corners of a square with its center lost, texte et mise en scène de Bertrand de Roffignac
- 2017 : Le Cercle de craie, d'après Klabund et Li Xingdao, mise en scène d'Emmanuel Besnault
- 2018 : Notre innocence, mise en scène de Wajdi Mouawad, Théâtre national de la Colline
- 2019 : Thélonius et Lola, mise en scène de Zabou Breitman[2]
- 2022 : Pangolarium, mise en scène de Nicolas Liautard et Magalie Nadaud

## Filmographie

### Télévision
- 2012 : Main courante, de Jean-Marc Thérin
- 2012 : Mange, de Julia Ducournau et Virgile Bramly
- 2012 : No Limit, de Didier Le Pêcheur (Lola Libérati)
- 2012 : Famille d'accueil, de Philippe Olari (Vanessa)

### Cinéma
- 2015 : Chant d'hiver, de Otar Iosseliani (la voisine)
- 2021 : La Cure, de Simon Rembado et Clément Schneider

## Doublage

### Films
- Saoirse Ronan dans :
  - Reviens-moi (2007) : Briony Tallis, jeune
  - The Grand Budapest Hotel (2014) : Agatha

- Mia Goth dans :
  - Nymphomaniac (2013) : P
  - High Life (2018) : Boyse

- 2005 : Mémoires d'une geisha : Pumpkin jeune (Zoe Weizenbaum)
- 2009 : A Serious Man : Sarah Gopnik (Jessica McManus)
- 2010 : Tamara Drewe : Jody Long (Jessica Barden)
- 2010 : La Solitude des nombres premiers : Alice adolescente (Arianna Nastro)
- 2013 : L'Extravagant Voyage du jeune et prodigieux T. S. Spivet : Gracie (Niamh Wilson)
- 2013 : Un été à Osage County : Jean Fordham (Abigail Breslin)
- 2016 : Le Chasseur et la Reine des glaces : Pippa (Sophie Cookson)
- 2018 : Halloween : Vicky (Virginia Gardner)
- 2022 : Halloween Ends : Margo (Joey Harris)
- 2023 : Asteroid City : Shelly (Sophia Lillis)
- 2024 : Jeu intérieur : Beatrice (Madison Davenport)

### Films d'animation
- 2010 : Moi, moche et méchant : Margo
- 2012 : L'Étrange Pouvoir de Norman : Courtney Babcock
- 2013 : Moi, moche et méchant 2 : Margo
- 2017 : Moi, moche et méchant 3 : Margo
- 2021 : Belle : Luka Watanabe
- 2024 : Moi, moche et méchant 4 : Margo

### Séries télévisées
- 2017 : Taboo : Pearl (Tallulah Haddon (en))
- 2017-2019 : Big Little Lies : Ziggy Chapman (Iain Armitage)
- depuis 2021 : Superman et Loïs : Sarah Cortez (Inde Navarrette)
- 2023 : Le Pouvoir : Jos Cleary-Lopez (Auliʻi Cravalho)
- 2024 : La Voix du lac : Judith Weinstein (Mikey Madison) (mini-série)
- 2024 : Cent Ans de solitude : Amaranta Buendía (Loren Sofía Paz)